# Dimos Kallithea
Dimos Kallithea (Kallithea) är en kommun i Grekland.   Den ligger i prefekturen Nomarchía Athínas och regionen Attika, i den sydöstra delen av landet. Huvudstaden Aten ligger i Dimos Kallithea. Antalet invånare är 100 641.